# Papillion
Papillion is een plaats (city) in de Amerikaanse staat Nebraska, en valt bestuurlijk gezien onder Sarpy County.

## Demografie
Bij de volkstelling in 2000 werd het aantal inwoners vastgesteld op 16.363.
In 2006 is het aantal inwoners door het United States Census Bureau geschat op 21.271, een stijging van 4908 (30,0%).

## Geografie
Volgens het United States Census Bureau beslaat de plaats een oppervlakte van
10,8 km², geheel bestaande uit land.

## Plaatsen in de nabije omgeving
De onderstaande figuur toont nabijgelegen plaatsen in een straal van 12 km rond Papillion.